# Jurica Vranješ
Jurica Vranješ (Osijek, 31 januari 1980) is een Kroatische voetballer wiens contract werd beëindigd in januari 2012 bij Aris FC.

## Carrière
De carrière van Vranješ begon in 1997 bij de Kroatische voetbalclub NK Osijek. In 1999 verhuisde hij naar Bayer Leverkusen. Daar speelde hij drie seizoenen tot hij in 2003 overstapte naar VfB Stuttgart. Bij VfB Stuttgart speelde hij twee jaar voor hij in 2005 verkaste naar SV Werder Bremen. Op 10 september 2005 debuteerde Vranješ voor Werder tegen 1. FC Kaiserslautern waar Werder met 5-1 won.
Op 1 februari 2010 werd Vranješ verhuurd aan de Turkse club Gençlerbirliği SK tot het einde van het seizoen. Op 1 juli 2010 keerde hij weer terug naar Werder. Op 12 september 2011 ondertekende Vranješ een 1-jarig contract met de Griekse Aris FC, nadat zijn contract in juli 2011 verliep bij Werder Bremen. Op 5 november 2011 debuteerde Vranješ voor Aris FC in de wedstrijd tegen Olympiakos Piraeus die eindigde in een 2-3-verlies voor Aris FC. In januari 2012 werd het contract van Vranješ beëindigd. De Kroatische club HNK Rijeka maakte op 27 maart 2012 op de officiële website bekend dat Vranješ vanaf het seizoen 2012/2013 voor HNK Rijeka zal uitkomen. Na zes wedstrijden met HNK Rijeka te hebben gespeeld, verbrak de club hun samenwerking.